# Phe Hiệp ước (Nhật)

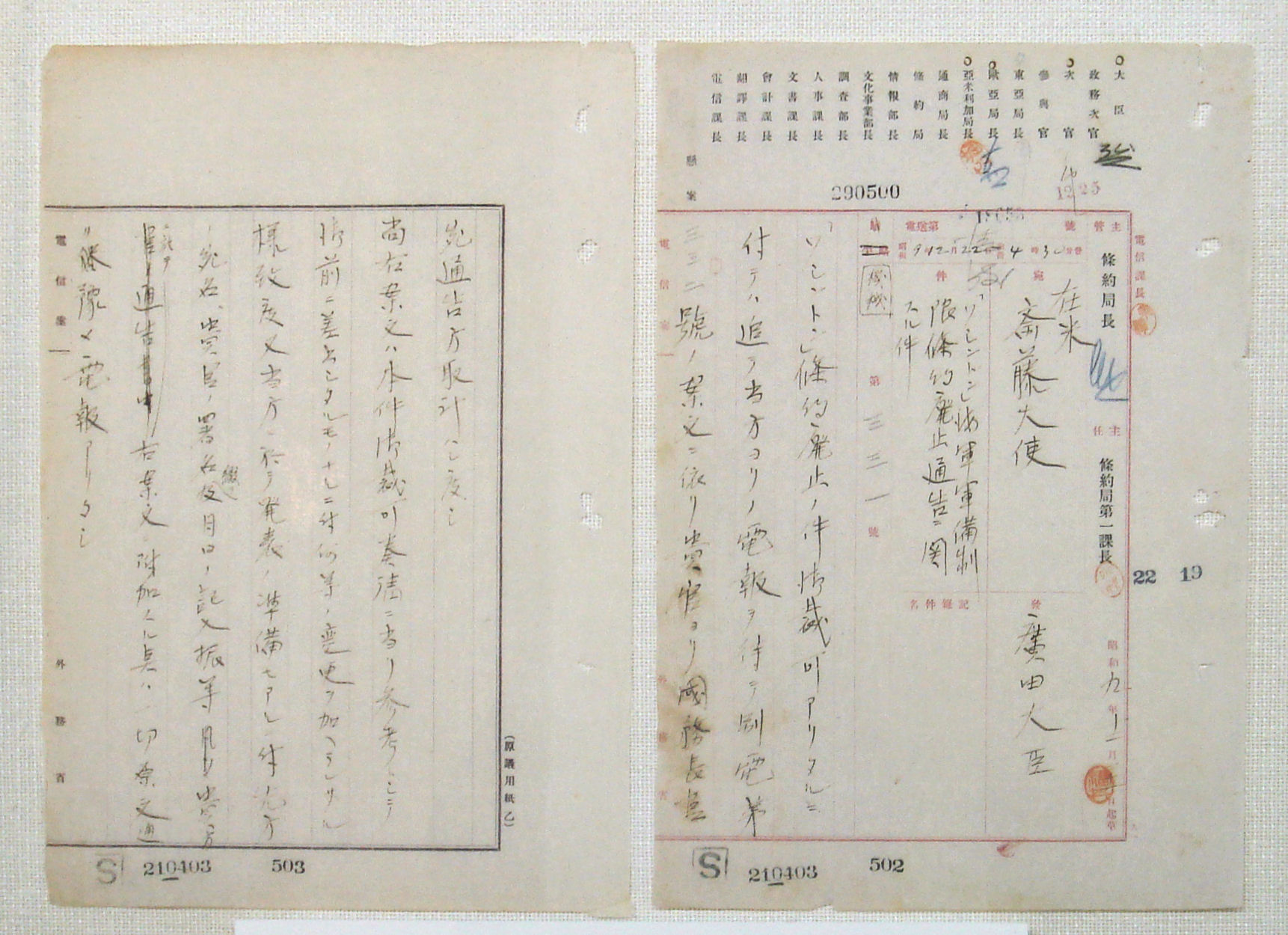
Nhật Bản tuyên bố bãi bỏ Hiệp ước Hải quân Washington, ngày 29 tháng 12 năm 1934.

The Phe Hiệp ước (条約派 (Điều ước phái) Jōyaku-ha) là một phe chính trị không chính thức trong nội bộ Hải quân Đế quốc Nhật Bản vào những năm 1920 và 1930 bao gồm các sĩ quan ủng hộ Hiệp ước Hải quân Washington.

## Hoàn cảnh
Hiệp ước Hải quân Washington, còn được gọi là Hiệp ước năm cường quốc, hạn chế trang bị hải quân của năm quốc gia ký kết: Hoa Kỳ, Đế quốc Anh, Đế quốc Nhật Bản, Pháp và Ý. Hiệp ước đã được thống nhất tại Hội nghị Hải quân Washington, được tổ chức tại Washington, DC, từ tháng 11 năm 1921 đến tháng 2 năm 1922.
Hiệp ước giới hạn tổng trọng lượng kỳ hạm của mỗi bên ký kết. Không có tàu nào có thể vượt quá 35.000 tấn, và không có tàu nào có thể mang theo súng vượt quá 16 inch. Chỉ có hai tàu sân bay lớn được cấp phép cho mỗi quốc gia. Không có cứ điểm mới hoặc căn cứ hải quân mới nào có thể được thiết lập, và các căn cứ và phòng thủ hiện tại không được cải thiện trong lãnh thổ và tài sản bên ngoài được quy định trong hiệp ước. Phân bổ trọng tải cho Nhật Bản dựa trên tỷ lệ 5: 5: 3, so với Hoa Kỳ và Vương quốc Anh, với lý do là hai nước này cần duy trì hạm đội trên nhiều đại dương trong khi Nhật Bản chỉ có Thái Bình Dương.

## Phát triển
Các điều khoản của hiệp ước bị công chúng Nhật Bản chán ghét với nhiều người trong số họ cho rằng tỷ lệ 5:5:3 là cách để được coi họ là một chủng tộc kém cỏi hơn phương Tây.
Nội bộ Hải quân Đế quốc Nhật Bản bị chia thành hai phe đối lập, Phe Hiệp ước và Phe Hạm đội. Phe hiệp ước  tranh luận rằng Nhật Bản không thể đủ khả năng chạy đua vũ trang với các cường quốc phương Tây và hy vọng, thông qua ngoại giao, để khôi phục Liên minh Anh-Nhật. Ngoài ra, các giới hạn đề ra trong hiệp ước đã tạm thời đủ thỏa mãn lợi ích của nước Nhật.
Phe hiệp ước bao gồm những người theo chính trị cánh tả trong Hải quân, bao gồm những đô đốc có ảnh hưởng trong Bộ Hải quân như Takarabe Takeshi, Taniguchi Naomi, Yamanashi Katsunoshin, Sakonji Seizo và Hori Taikichi.
Trong những năm 1920, Phe Hiệp ước, được hỗ trợ bởi chính phủ dân sự, nắm ưu thế. Tuy nhiên,khi Hiệp ước Hải quân London hạn chế hơn được kí kết năm 1930 chia phe Hiệp ước chia thành hai phần. "Phe Hiệp ước chống đối London" đã thúc đẩy việc mở rộng quân sự và kinh tế vào Nam Thái Bình Dương, và do đó trở nên gần gũi hơn với Phe Hạm đội.
Với sự gia tăng của chủ nghĩa quân phiệt ở Nhật trong thập niên 1930, xung đột ngày càng tăng với Hoa Kỳ vì vấn đề Trung Quốc, và sự bỏ qua trắng trợn các điều khoản của Hiệp ước bởi tất cả các cường quốc, phe Hạm đội dần dần giành được thế thượng phong. Hơn nữa, nhiều thành viên của Phe Hiệp ước có kinh nghiệm trực tiếp ở Anh hoặc Hoa Kỳ đã nghỉ hưu từ năm 1933-1934, bao gồm cả thầy của Yamamoto Isoroku, Hori Teikichi.
Vào ngày 29 tháng 12 năm 1934, chính phủ Nhật Bản đã thông báo chính thức rằng họ có ý định chấm dứt hiệp ước. Các điều khoản của nó vẫn có hiệu lực cho đến cuối năm 1936, nhưng nó không được gia hạn. 

## Ngoài ra
- Phe Hạm đội

## Sách
- Goldman, Emily O. Sunken Treaties: Naval Arms Control between the Wars. Pennsylvania State U. Press, 1994. 352 pp.
- Erik Goldstein. The Washington Conference, 1921-22: Naval Rivalry, East Asian Stability and the Road to Pearl Harbor (1994)
- Kaufman, Robert Gordon. Arms Control during the Prenuclear Era: The United States and Naval Limitation between the Two World Wars. Columbia U. Press, 1990. 289 pp.
- Carolyn J. Kitching; Britain and the Problem of International Disarmament, 1919-1934 Routledge, 1999 online Lưu trữ ngày 5 tháng 6 năm 2011 tại Wayback Machine